# Saison 5 de Teen Wolf
Chronologie
Saison 4 Saison 6
La cinquième saison de Teen Wolf, série télévisée américaine, est constituée de vingt épisodes, diffusée en deux parties du 29 juin 2015 au 8 mars 2016 sur MTV, aux États-Unis.

## Synopsis
Scott et sa meute entrent en terminale. Avec surprise, Scott et Stiles voient réapparaître Theo, un ancien camarade et doutent de pouvoir lui faire confiance. La meute doit affronter « Les Médecins de l'Horreur », trois hommes mystérieux qui effectuent des expériences génétiques pour combiner plusieurs espèces de créatures surnaturelles en une seule personne. Cependant, personne ne se doute que Theo fait en réalité équipe avec les « Médecins de l'Horreur », qui souhaitent éliminer Scott et sa meute.
Mais un nouveau danger fait surface à Beacon Hills : la Bête du Gévaudan. Seul l'agent Parrish, qui se trouve être un Chien de l'enfer, peut le vaincre.

## Distribution

### Acteurs principaux
- Tyler Posey (VF : Alexandre Nguyen) : Scott McCall
- Dylan O'Brien (VF : Hervé Grull) : « Stiles » Stilinski
- Holland Roden (VF : Fily Keita) : Lydia Martin
- Shelley Hennig (VF : Cindy Lemineur) : Malia Tate
- Dylan Sprayberry : (VF : Fabrice Trojani) : Liam Dunbar (18 épisodes)
- Arden Cho (VF : Geneviève Doang) : Kira Yukimura (15 épisodes)

### Acteurs récurrents
- Ryan Kelley (VF : Garlan Le Martelot) : le shérif-adjoint Jordan Parrish (17 épisodes)
- Cody Christian (VF : Adrien Larmande) : Theo Raeken (18 épisodes)
- Victoria Moroles (en) (VF : Camille Donda) : Hayden Romero (17 épisodes)
- Khylin Rhambo (VF : Geoffrey Loval) : Mason Hewitt (17 épisodes)
- Linden Ashby (VF : Luc Boulad) : le shérif Stilinski (16 épisodes)
- Benita Robledo (VF : Leslie Lipkins) : Valerie Clarke (13 épisodes)
- Michael Johnston (VF : Gwenaël Sommier) : Corey (13 épisodes)
- Kelsey Chow (VF : Zina Khakhoulia) : Tracy Stewart (12 épisodes)
- Melissa Ponzio (VF : Guylène Ouvrard] : Melissa McCall (11 épisodes)
- Susan Walters (VF : Maïté Monceau) : Natalie Martin (9 épisodes)
- Henry Zaga : Josh (8 épisodes)
- Seth Gilliam (VF : Yann Pichon) : Dr Alan Deaton, le vétérinaire (8 épisodes)
- Tom Choi (VF : Bertrand Liebert) : Ken Yukimura (7 épisodes)
- Meagan Tandy (VF : Laura Zichy) : Braeden (7 épisodes)
- J. R. Bourne (VF : Éric Aubrahn) : Chris Argent (7 épisodes)
- Michael Hogan (VF : Michel Voletti) : Gerard Argent (6 épisodes)
- Tamlyn Tomita (VF : Sabeline Amaury) : Noshiko Yukimura (5 épisodes)
- Steven Brand (VF : Marc Saez) : Dr Valack (5 épisodes)
- Michelle Clunie (VF : Brigitte Virtudes) : Mme Finch (5 épisodes)
- Gideon Emery (VF : Sylvain Agaësse) : Deucalion (5 épisodes)
- Marisol Nichols (VF : Sophie Baranes) : la Louve du désert (5 épisodes)
- Cody Saintgnue (VF : Benjamin Bollen) : Brett Talbot (4 épisodes)
- Ashton Moio (VF : Arnaud Laurent) : Donovan (4 épisodes)
- Maya Eshet (VF : Élise Vigné) : Meredith Walker (4 épisodes)

### Invités
- Max Carver (VF : Olivier Martret) : Aiden (épisode 1)
- Todd Stashwick (VF : Thierry Kazazian) : Henry Tate, le père adoptif de Malia (épisode 1)
- Gabriel Hogan : Belasko (épisode 1)
- Salvator Xuereb (VF : Fabien Jacquelin) : M. Stewart, le père de Tracy (épisodes 2 et 3)
- Eddie Ramos : Lucas (épisode 4)
- John Posey (VF : Tugdual Rio) : Dr Conrad Ferris (épisodes 5 et 11)
- Marcy Goldman : Lorraine Martin, la grand-mère de Lydia (épisode 6)
- Joey Honsa : Claudia Stilinski, la mère de Stiles (épisode 6)
- Steele Gagnon : Scott McCall, jeune (épisode 6)
- Ben Stillwell (VF : Juan Llorca) : Zach (épisodes 8 et 9)
- Jordan Fisher : Noah Patrick (épisodes 10 et 11)
- Shannon McClung (VF : Fabien Jacquelin) : l'officier dispatcher Patterson (épisodes 10)
- Todd Williams (VF : Jean-Baptiste Anoumon) : Dr Geyer (épisode 11)
- Anthony Lapenna : Stiles jeune (épisode 11)
- Art Kulik (VF : Fabien Jacquelin) : Kassian (épisode 12)
- Tiffany Phillips (VF : Laura Zichy) : Dark Spirit (épisodes 12 et 13)
- Joe Pistone (VF : Sébastien Finck) : le garde de sécurité d'entrée (épisode 14)
- Ezra Buzzington (VF : Éric Marchal) : Travers (épisode 14)
- Orny Adams (VF : Yannick Blivet) : le coach Bobby Finstock (épisode 17)
- Lily Bleu Andrew : Lori Rohr (épisode 17)
- Gilles Marini (VF : Thomas Roditi) : Sebastien Valet (épisodes 18, 19 et 20)
- Crystal Reed (VF : Jessica Monceau) : Marie-Jeanne Valet (l’ancêtre d’Allison) (épisode 18)
- Lachlan Buchanan : Henri Argent (épisode 18)
- Daniel Bonjour (VF : Vincent de Bouard) : Marcel (épisode 18)
- Neil Napier (VF : Fabien Jacquelin) : Rene (épisode 18)
- Charles Fathy (VF : Éric Marchal) : Bernard

## Production

### Développement
Le 24 juillet 2014, Jeff Davis a annoncé, lors du Comic Com de San Diego le renouvellement de la série pour une cinquième saison de vingt épisodes. Découpée en deux parties, les dix premiers épisodes ont été diffusés dès juin 2015 et les dix suivants à partir de janvier 2016.

### Casting
En juillet 2014, Tyler Posey, Dylan O'Brien, Holland Roden, Shelley Hennig et Arden Cho sont confirmés pour reprendre leur rôle au statut de principal lors de la saison.
En août 2014, Dylan Sprayberry obtient le statut d'acteur principal lors de cette saison.
Entre septembre 2014 et octobre 2015, Meagan Tandy, Ryan Kelley, Steven Brand, Linden Ashby, Melissa Ponzio, Tom Choi, Tamlyn Tomita, J. R. Bourne, Seth Gilliam, Kelsey Chow, Cody Saintgnue, Cody Christian, Ashton Moio, Michael Johnston, Khylin Rhambo, Victoria Moroles, Max Carver, Susan Walters et Gideon Emery sont annoncés pour reprendre leur rôle respectif lors de la saison.
Entre mai et août 2015, Michael Lynch, Gabriel Hogan et Marisol Nichols obtiennent un rôle récurrent lors de cette saison.
En janvier 2016, Crystal Reed est annoncée pour faire son retour dans la série lors de l'épisode diffusé le 23 février 2016, mais avec un autre rôle, Marie-Jeanne Valet, ancêtre de la famille Argent. Le même mois, Gilles Marini est annoncé dans le rôle de Sebastien Valet lors de trois épisodes.

### Tournage
Le tournage de la saison a débuté le 9 février 2015

## Liste des épisodes

### Épisode 1:Les Créatures de la nuit
- États-Unis : 29 juin 2015 sur MTV
- France : 
  - 3 juillet 2015 sur MTV France[18] (en VOSTFr)
  - 18 novembre 2015 sur MTV France[19] (en VF)

- États-Unis : 1,53 million de téléspectateurs[20] (première diffusion)

- L'épisode est dédié à la mère de l'acteur Tyler Posey (Scott McCall), décédée cette même année[21].
- Cet épisode fait mention aux personnages d'Allison Argent et de Derek Hale.

### Épisode 2:Terreurs nocturnes
- États-Unis : 30 juin 2015 sur MTV
- France : 
  - 10 juillet 2015 sur MTV France (en VOSTFr)
  - 25 novembre 2015 sur MTV France (en VF)

- États-Unis : 1,18 million de téléspectateurs[22] (première diffusion)

Tracy, une jeune fille de terminale, raconte ses "rêves" (genre de terreurs nocturnes) à la psychologue du collège qui n'est autre que la mère de Lydia, quand elle vomit un liquide noir avec des plumes de corbeaux. Cette dernière est mise au courant et demande à Parrish de venir chez Tracy pour savoir si ce n'était qu'un rêve, ou si c'était bien réel. Parrish découvre sur le toit des corbeaux morts mais ne dit rien à Tracy pour ne pas l'inquiéter, mais il décide toutefois de monter la garde le soir devant sa maison avec Lydia. 
Pendant ce temps, Stiles, qui n'a pas confiance en Théo, décide de faire des recherches. Il découvre alors que la signature du père de Théo a changé. Il décide de le suivre un soir accompagné de Liam, mais se rend compte qu'il venait simplement déposer des fleurs pour sa sœur, morte il y a 8 ans à côté d'un pont, en hypothermie et la jambe cassée. Ils font alors demi-tour mais Théo les a surpris et s'interpose pour expliquer à Stiles qu'il a réellement besoin d'amis et que pour lui, Scott et Stiles sont les meilleurs candidats. Plus tard, Liam est obligé de se transformer devant son ami Mason (qui avait des soupçons au sujet de certaines créatures surnaturelles) pour faire fuir un loup qui n'est autre que Théo.

### Épisode 3:En plein rêve
- États-Unis : 6 juillet 2015 sur MTV
- France : 
  - 17 juillet 2015 sur MTV France (en VOSTFr)
  - 2 décembre 2015 sur MTV France (en VF)

- États-Unis : 1,38 million de téléspectateurs[23] (première diffusion)

Alors que Donovan doit être conduit en prison, il menace le père de Stiles au commissariat, devant ses hommes et en présence de Stiles et Scott. Les adjoints l'emmènent alors, et son avocat, le père de Tracy, fait partie du voyage. Sur le trajet, le conducteur fait une crise cardiaque. Le père de Tracy freine et le véhicule s'arrête. Tracy apparaît à côté de la voiture et tue de sang-froid le conducteur. Dans la panique, Donovan s'enfuit de peur et les deux officiers se font tuer. Le père de Tracy sort de la voiture et sa fille le tue. Pendant sa fuite, Donovan tombe et rencontre les Médecins de l'Horreur qui lui introduisent une perceuse dans l'oreille : Donovan a une substance blanche qui recouvre ses yeux.
En parallèle, Stiles a trouvé une photo de ce qu'a fait la louve du désert grâce à Braeden et la montre à Scott.
Pendant ce temps, Lydia et Kira apprennent à Malia à conduire mais ses souvenirs de l'accident la hante et refont surface, ce qui fait perdre le contrôle de Malia quand elle roule mais celle-ci se ressaisit vite. Elles se rendent au lycée car Stiles leur a demandé, mais Lydia laisse la banshee parler et retrouve le massacre de Tracy dans le centre-ville.
Stiles et Scott se rendent sur les lieux de l'attaque : le père de Stiles pense que Donovan a tué son avocat et les officiers. Le shérif demande à Scott d'essayer de retrouver Donovan. Scott le retrouve complètement paniqué en répétant un nom, "Tracy" et Lydia trouve le nom de famille: Tracy Stewart.

### Épisode 4:Phase terminale
- États-Unis : 13 juillet 2015 sur MTV
- France : 
  - 24 juillet 2015 sur MTV France (en VOSTFr)
  - 9 décembre 2015 sur MTV France (en VF)

- États-Unis : 1,01 million de téléspectateurs[24] (première diffusion)

Parrish se souvient d'une de ses conversations avec Lydia : il lui parle d'un rêve qu'il fait depuis six mois dans lequel il porte un corps pour le déposer sur un arbre gigantesque. Lydia lui révèle que l'arbre existe réellement: c'est le Néméton, et que c'est ce même arbre qui l'a attiré ici. Cependant, Parrish ne révèle pas à Lydia la fin du rêve dans lequel il dépose le corps tandis que du feu apparaît sur la majeure partie de son corps. Il y a alors une centaine de cadavres près du Néméton.
Alors que Donovan se fait enlever par les Médecins, Scott, Stiles, Théo et Deaton arrivent au poste de police. Théo fait rapidement un garrot à Lydia pour qu'elle ne perde pas plus de sang. Deaton emmène la queue de Tracy tandis que Scott et Stiles retrouvent Malia, qui affirme avoir été attaquée par des hommes avec des masques. Ces mêmes hommes ont tué Tracy. Deaton convainc le shérif Stilinski de le laisser emmener le corps de Tracy. Les Médecins s'occupent de Donovan. Ils trouvent sa condition prometteuse. Du coup, ils lui arrachent ses dents afin que de nouvelles dents de Wendigo puissent pousser à la place.
Lydia arrive à l'hôpital pour se faire opérer. Elle voit alors apparaître les Médecins alors qu'elle s'endort sur la table d'opération. Malia est secouée par l'attaque des Docteurs et elle efface du tableau de Stiles l'écriture à propos de "la Louve du Désert". Deaton confie ses inquiétudes à Scott et Kira. Il pense que si Tracy a pu passer la barrière de Sorbier, c'est parce qu'elle a été créée et que, par conséquent, elle n'était pas surnaturelle. Il dit également qu'il va quitter Beacon Hills quelques jours. Cependant, ils vont devoir être prudents car Liam a trouvé un autre trou, ce qui signifie qu'une autre victime des Médecins court toujours.
Lydia se réveille de son opération. Elle demande à Parrish de lui enseigner comment se battre. Le shérif Stilinski et sa collègue remarquent que Donovan a disparu en même temps que le moment où les caméras de surveillance ont été brouillées. Donovan, justement, reçoit la visite de Théo. Ce dernier, qui travaille donc avec les Médecins, convainc Donovan de ne pas s'en prendre physiquement au shérif mais plutôt émotionnellement, ce qui implique qu'il va donc attaquer Stiles.

### Épisode 5:Tout un roman
- États-Unis : 20 juillet 2015 sur MTV
- France : 
  - 31 juillet 2015 sur MTV France (en VOSTFr)
  - 16 décembre 2015 sur MTV France (en VF)

- États-Unis : 1,26 million de téléspectateurs[25] (première diffusion)

Donovan agresse Stiles, qui finit par s'enfuir dans le lycée. Un combat s'ensuit dans la bibliothèque et Donovan se fait transpercer le ventre par une barre métallique. Il meurt sur le coup. Stiles, sous le choc, essaye de joindre la police et quand ces derniers arrivent, Stiles attend dehors, en cachette. Il apprend que les policiers n'ont pas trouvé de corps, et il décide alors de retourner à l'intérieur, où le corps de Donovan a en effet disparu. Pendant ce temps, Scott et Kira dorment, quand Scott entend Kira prononcer des paroles japonaises. Il reçoit alors l'alerte de la clinique et il y va, accompagné de Kira. Stiles rentre chez lui et reçoit un appel de Scott qui lui annonce que quelqu'un vole les corps. Il s'agit en fait de Parrish, qui les brûle un par un sur le Néméton. 
Le lendemain, Scott et Kira photocopient le livre trouvé dans la chambre de Tracy ("Les Médecins de l'Horreur") pour pouvoir le lire et en apprendre davantage sur eux. Scott donne également un exemplaire à Théo qui remarque, sur la page des renseignements, le nom du docteur Valack. Il s'agit en fait d'un stratagème pour pousser Scott, Kira et Lydia à aller a Eichen House pour le voir.
Une fois arrivés à Eichen House, Scott et Kira restent en arrière, du sorbier ayant été glissé dans les fondations du bâtiment. Lydia et Stiles vont parler au docteur qui leur affirme que les Médecins de l'Horreur ont déjà sévi par le passé, et que le livre, qu'il a en réalité écrit lui-même, sert à révéler les souvenirs refoulés de toute personne ayant déjà été en contact avec eux. Pour l'aide qu'il leur a apportée, Valack demande à Lydia quelque chose en échange : qu'elle enregistre son cri de Banshee sur un dictaphone. 
De son côté, Kira déclenche inconsciemment ses pouvoirs de kitsune et dérègle le système électrique du bâtiment, permettant aux Medécins de l'Horreur de rentrer. Scott s'enfuit en portant Kira, malgré l'électricité qui parcourt encore le corps de la jeune fille et le foudroie. Lydia et Stiles se cachent pendant que les Médecins de l'Horreur arrachent le troisième œil du docteur Valack. Ils repartent en laissant Valack vivant, et ce dernier se sert de l'enregistrement de Lydia pour casser la vitre qui le retenait prisonnier. 
- Dylan Sprayberry n’apparaît pas dans cet épisode

### Épisode 6:Le Livre de la mort
- États-Unis : 27 juillet 2015 sur MTV
- France : 
  - 7 août 2015 sur MTV France (en VOSTFr)
  - 23 décembre 2015 sur MTV France (en VF)

- États-Unis : 1,137 million de téléspectateurs[26] (première diffusion)

Le shérif Stilinski découvre 8 grands trous sur le terrain de crosse, ce qui suggère que les Médecins de l’Horreur ont créé 8 nouvelles chimères. Parrish commence à enseigner à Lydia comment se battre. Le groupe lit le livre du Dr Valack, mais Kira a de la difficulté à le lire. Mason explique plus tard que c'est parce que les Kitsune sont désorientés par les spécificités de la langue. Theo enregistre le chuchotement de Kira dans son sommeil et il informe Scott de ce qu'elle dit : « Je suis le messager de la mort ». 
Une des nouvelles chimères, un garçon nommé Josh, pénètre dans le sous-sol de l'école et marche à travers les lignes électriques, avant de finir son chemin vers le toit de l'hôpital. Scott, Stiles et Lydia font l'expérience d'une vision traumatique à cause de leur exposition au livre : Lydia revoit sa grand-mère à Eichen House, Scott revit une hospitalisation qu'il a subie à 10 ans (ce qui provoque chez lui une longue crise d'asthme) et Stiles revit une crise de démence de sa mère datant de l'époque où elle était encore en vie. 

### Épisode 7:Mauvaises Fréquences
- États-Unis : 3 août 2015 sur MTV
- France : 
  - 14 août 2015 sur MTV France (en VOSTFr)
  - 30 décembre 2015 sur MTV France (en VF)

- États-Unis : 1,092 million de téléspectateurs[27] (première diffusion)

Theo convainc Stiles de l'aider à cacher la vérité sur la mort de Josh. Hayden est attaquée par les Médecins de l'Horreur, mais Liam la sauve et l'emmène chez elle. Cependant, elle se transforme alors en loup-garou. Mason se lie d'amitié avec Corey, ex-petit ami de Lucas et découvre que Corey est aussi une chimère. La mère de Kira, Noshiko, l'averti que « le renard intérieur » de Kira lutte pour prendre le contrôle. Melissa McCall et le shérif Stilinski découvrent que les chimères avaient tous reçu précédemment des greffes de peau. Theo et Stiles restent à la clinique vétérinaire pour savoir qui vole les corps des chimères mortes.

### Épisode 8:Ouroboros
- États-Unis : 10 août 2015 sur MTV
- France : 
  - 21 août 2015 sur MTV France (en VOSTFr)
  - 6 janvier 2016 sur MTV France (en VF)

- États-Unis : 1,10 million de téléspectateurs[28] (première diffusion)

Deaton enquête sur les Medecins de l'Horreur, mais la Louve du Désert fait alors son apparition et le capture. Elle lui confie qu'elle a l'intention de tuer Malia. 
Kira est arrêtée pour la mort de la jeune chimère trouvé chez Scott, mais son père avoue le crime pour la protéger. Les Medecins de l'Horreur commencent à faire des expériences sur Liam et Hayden. Scott accède aux souvenirs de Corey et découvre qu'il avait été emmené dans une usine hydroélectrique. 
Liam et Hayden rencontrent une autre chimère, Zach, qui commencent à avoir des ailes sur son dos. Zach explique que lorsque du mercure commence à sortir du corps d'une chimère, c'est que les expériences menées par les Medecins de l'Horreur ont échoué et que la chimère est sur le point de mourir. Scott, Malia et Mason vont à l'usine hydroélectrique pour sauver Liam et Hayden, mais ils tournent en rond, l'endroit étant trop vaste. En interrogeant Corey, Theo et Lydia découvrent que Liam et Hayden sont détenus dans la maison abandonnée où la première chimère avait attaqué Parrish. Theo sauve Liam et Hayden.

### Épisode 9:Mensonges par omission
- États-Unis : 17 août 2015 sur MTV
- France : 
  - 28 août 2015 sur MTV France (en VOSTFr)
  - 6 janvier 2016 sur MTV France (en VF)

- États-Unis : 1,1 million de téléspectateurs[29] (première diffusion)

Scott doit faire face au retour de son asthme et à un sentiment croissant de désespoir, car le groupe se parle de moins en moins et chacun garde ses secrets. Theo demande aux Médecins de l'Horreur de laisser Hayden en vie, ce qu'ils refusent catégoriquement. Cette dernière commence à avoir du mercure qui sort de son corps, et demande à Liam de n'en parler à personne, tandis que Corey commence à vomir du sang et du mercure et est emmené à l'hôpital. 
Theo raconte finalement à Scott que Stiles a assassiné Donovan, mais en déformant la vérité pour désigner Stiles comme un meurtrier. Une autre fille nommée Beth s'avère être une chimère. Malia essaie de l'aider, mais Beth est tuée par l'un des Médecins de l'Horreur. Scott et Theo suivent Corey à l'hôpital. Ce dernier tente de s'échapper de l'hôpital, mais il est également tué. De leur côté, Lydia et Parrish parviennent à trouver le Nemeton, où Parrish a laissé les chimères mortes. Il est horrifié, et raconte à  Lydia que, dans son rêve, il y avait des centaines de corps près du Nemeton. 
Theo se retrouve face au shérif Stilinski, déformant à nouveau la vérité en affirmant qu'il a lui-même tué Donovan pour se protéger et protéger Stiles. Liam et Hayden décident d'aller au club où Hayden travaille afin de prendre de l'argent et quitter la ville, mais ils sont confrontés aux Médecins de l'Horreur. Scott, Theo, et Liam se battent contre deux d'entre eux, tandis que le troisième en profite pour injecter à Hayden une substance inconnue qui change ses yeux en argent et commence à la tuer. Parrish s'enferme volontairement dans une cellule au poste de police pour s'empêcher de blesser quelqu'un d'autre.
- Arden Cho n’apparaît pas dans cet épisode

### Épisode 10:Asthme sévère
- États-Unis : 24 août 2015 sur MTV
- France : 
  - 4 septembre 2015 sur MTV France (en VOSTFr)
  - 13 janvier 2016 sur MTV France (en VF)

- États-Unis : 960 000 téléspectateurs[30] (première diffusion)

- Arden Cho n’apparaît pas dans cet épisode
- Cet épisode marque le retour de Meagan Tandy

### Épisode 11:La Dernière Chimère
- États-Unis : 5 janvier 2016 sur MTV[12]
- France :
  - 13 janvier 2016 sur MTV France[31] (en VOSTFr)
  - 23 mars 2016 sur MTV France[32] (en VF)

- États-Unis : 1,11 million de téléspectateurs[33] (première diffusion)

- Jordan Fisher (Noah Patrick)

Lydia, avec l'aide du Docteur Valack à une vision où elle voit la sœur de Theo sans son cœur. Elle découvre que dans le passé, les Docteurs ont transplanté le cœur de sa sœur à Theo afin de faire de lui une chimère.
Parrish a lui-aussi une vision, ce qui le pousse à rechercher Lydia, et il la découvre dans les bois dans un état catatonique et l'amène à Scott, puis à l'hôpital. Stiles confronte Scott exigeant de savoir ce qui est arrivé à son père. Après une brève discussion avec Parrish et Scott, Stiles décide de discuter avec Theo. Après la rencontre, ils en déduisent que le père de Stiles a été attaqué par une chimère et que la Chimère est Noah Patrick, qui est également recherché par les Docteurs. Liam cherche Hayden et trouve l'emplacement du Nemeton, tandis que la mère de Lydia signe des papiers pour transférer Lydia à Eichen House.
Scott, Stiles et Malia trouvent Noah, mais finissent par affronter les Docteurs et Chris Argent arrive pour les aider à s'échapper. Stiles en déduit que son père a été empoisonné par un morceau d'os appartenant à Noah. Cette information est relayée à Melissa qui en informe le chirurgien afin qu'il puisse enlever le morceau pour sauver le shérif Stilinski.
- Arden Cho n’apparaît pas dans cet épisode
- Cet épisode marque le retour de JR Bourne

### Épisode 12:Damnatio Memoriae
- États-Unis : 12 janvier 2016 sur MTV
- France :
  - 20 janvier 2016 sur MTV France (en VOSTFr)
  - 30 mars 2016 sur MTV France (en VF)[34]

- États-Unis : 930 000 téléspectateurs[35] (première diffusion)

- Cet épisode marque le retour de Michael Hogan

### Épisode 13:Codominance
- États-Unis : 19 janvier 2016 sur MTV
- France :
  - 27 janvier 2016 sur MTV France (en VOSTFr)
  - 6 avril 2016 sur MTV France (en VF)

- États-Unis : 906 000 téléspectateurs[36] (première diffusion)

Theo et Tracy sont confrontés aux Médecins de l'Horreur et à la Bête, après que Theo a révélé que les Docteurs tentent d'aider la Bête à se souvenir de son passé afin de libérer toute sa puissance. Pendant ce temps, les Teriantropes informent Kira et Noshiko qu'ils ont l'intention de tester Kira pour voir si elle peut apprendre à se contrôler. Si c'est impossible, elle devra rester avec eux pour toujours.
Scott et Stiles partent à la recherche de Kira et ils se réconcilient peu à peu le long du chemin. Au cours de leur discussion, Scott comprend que Malia a l'intention de tuer sa mère, la Louve du Désert. À Eichen House, Meredith continue d'enseigner à Lydia comment utiliser ses pouvoirs de Banshee.
- Cet épisode marque le retour de Gideon Emery

### Épisode 14:Le Sabre et l'Esprit
- États-Unis : 26 janvier 2016 sur MTV
- France :
  - 3 février 2016 sur MTV France (en VOSTFr)
  - 13 avril 2016 sur MTV France (en VF)

- États-Unis : 916 000 téléspectateurs[37] (première diffusion)

Chris et Gérard trouvent de nombreux cadavres dans les égouts, tous des victimes de la Bête. Scott et Liam découvrent le repaire souterrain des Médecins de l'Horreur, où ils se retrouvent nez à nez avec Chris et Gerard. Ils découvrent une peinture dans l'antre des Médecins de l'Horreur, qui dépeint une bataille entre la Bête et un Chien de l'Enfer.
De leur côté, Malia, Braeden et Théo traquent La Louve du Désert et retrouvent Deaton, mais Theo trahit Malia pour La Louve du Désert en échange des griffes de Belasko. La Louve du Désert révèle qu'elle veut tuer Malia parce qu'elle a perdu une partie de sa puissance quand elle lui a donné naissance et qu'elle a l'intention de récupérer son pouvoir en prenant le sien. Cependant, la Bête apparaît et les attaque; Malia, Braeden et Deaton parviennent à s'échapper. Quant à Lydia, grâce aux conseils de Meredith, elle acquiert enfin le contrôle de ses pouvoirs de Banshee et tente de s'échapper d'Eichen House (scènes vues dans le premier épisode de la saison), mais elle est rattrapée par les gardes et reconduite dans sa cellule.
- Cet épisode marque le retour de Seth Gilliam

### Épisode 15:Pouvoirs sans limite
- États-Unis : 2 février 2016 sur MTV
- France :
  - 10 février 2016 sur MTV France (en VOSTFr)
  - 20 avril 2016 sur MTV France (en VF)

- États-Unis : 971 000 téléspectateurs[38] (première diffusion)

Alors que la Bête se déchaîne à travers Beacon Hills, Parrish tente de l'arrêter en utilisant son pouvoir de Chien de l'Enfer, mais il est facilement défait. Deaton avertit Scott et Stiles que si le Dr Valack fore un trou dans le crâne de Lydia pour amplifier ses pouvoirs, il risque de déclencher un cri suralimenté qui tuera tout le monde autour d'elle. Pour éviter cela, Scott et sa meute élaborent un plan pour faire sortir Lydia d'Eichen House. Scott, Stiles et Liam infiltrent Eichen House avec l'aide de Parrish, tandis que Malia et Kira entrent dans la salle électrique afin de baisser temporairement le courant de l'immeuble, ce qui déverrouillera les serrures électroniques. De son côté, Deucalion informe Hayden que Theo a l'intention d'utiliser les griffes de Belasko pour absorber la puissance de la Bête, mais il l'avertit que si Theo attache les griffes de Belasko sur ses mains, il mourra aussitôt.

### Épisode 16:D'une meute à l'autre
- États-Unis : 9 février 2016 sur MTV
- France :
  - 17 février 2016 sur MTV France (en VOSTFr)
  - 27 avril 2016 sur MTV France[39] (en VF)

- États-Unis : 883 000 téléspectateurs[40] (première diffusion)

Parrish domine facilement Tracy, Josh et Corey, mais Theo parvient à l’arrêter en l'empalant avec un tuyau. Pendant ce temps, Valack s'échappe avec Lydia, et Stiles et Theo vont à leur poursuite. Scott et Liam trouvent Meredith, qui explique à Scott que Parrish peut trouver Lydia. 
Tandis que l'électricité de Kira commence à surcharger, Josh accepte de l'aider en absorbant l'électricité qui se dégage de son corps mais en échange, Malia aide à guérir Corey, qui a été gravement brûlé par Parrish.
Scott et Liam trouvent Parrish et l'aident à se transformer de nouveau en Chien de l'Enfer. Valack dit à Lydia qu'il veut augmenter sa puissance, afin qu'elle puisse découvrir l'identité de la Bête, et révèle qu'il a l'intention de mettre de lui mettre un casque spécial afin qu'elle puisse le faire. Lydia perd alors le contrôle et déclenche un cri de Banshee qui tue Valack.

### Épisode 17:Menace imminente
- États-Unis : 16 février 2016 sur MTV
- France :
  - 24 février 2016 sur MTV France (en VOSTFr)
  - 4 mai 2016 sur MTV France[41] (en VF)

- États-Unis : 974 000 téléspectateurs[42] (première diffusion)

Parrish sort en pleine nuit et est suivi par Scott, Stiles et Liam, qui veulent savoir ce qu'il fait quand il quitte son lit inconscient. Ils le suivent jusqu'au lycée où ils découvrent que la Bête a encore massacré des gens, mais ils réalisent aussi qu'elle devient plus intelligente car elle essaie de leur tendre un piège. Parrish arrive soudain et prend la Bête en chasse.
Le lendemain au lycée, Mason parle avec Corey alors que celui-ci veut s'enfuir et lorsque Mason persuade ce dernier de rester, il se rend compte alors que la Bête ne se trouve pas à des endroits au hasard : toutes les attaques ont eu lieu dans un endroit disposant d'une antenne, par laquelle les Docteurs ont vraisemblablement transmis leurs ordres. Scott et ses amis savent qu'un match de crosse caritatif est prévu et sera retranscrit à la télévision et pensent que la Bête attaquera ce soir là. Scott et Stiles vont dans un centre de désintoxication pour retrouver le coach Finstock qui a démissionné après s'être pris une flèche dans le thorax. Ils lui demandent de reprendre son poste le temps du match car si le coach est présent il pourra faire annuler le match et ainsi il pourra sauver des vies mais leur plan échoue quand le coach décide de ne pas déclarer forfait comme prévu.
Pendant ce temps, le shérif refuse aussi d'annuler le match car cela demande trop de travail et promet à Stiles d'envoyer plus de trente agents surveiller le match caritatif. Avant que le match commence, Scott, Kira, Stiles, Liam et Brett décident de gagner du temps pour que Malia puisse mettre hors service les camions émetteurs des journalistes, tandis que la sœur de Brett regarde sous toutes les chaussures des personnes présentes pour y trouver une trace de sang datant de la bataille de la Bête et du Chien de l'enfer à l'hôpital. 

### Épisode 18:La Servante du Gévaudan
- États-Unis : 23 février 2016 sur MTV
- France :
  - 2 mars 2016 sur MTV France (en VOSTFr)
  - 11 mai 2016 sur MTV France[43] (en VF)

- États-Unis : 760 000 téléspectateurs[44] (première diffusion)

- Crystal Reed (Marie-Jeanne Valet, ancêtre de la famille Argent)

Parrish décide de quitter Beacon Hills, se considérant trop dangereux. Chris et Gerard racontent à Lydia l'histoire de Marie-Jeanne Valet, le premier chasseur de loup-garou, mais également la femme qui a tué la première Bête du Gévaudan. Avec l'aide d'un homme nommé Henri Argent, elle avait traqué et tué la Bête, qui s'était révélée être son frère Sébastien. Marie-Jeanne épousa plus tard Henri et prit son nom de famille. Gerard suggère alors que Lydia pourrait être en mesure de vaincre la Bête, mais cette dernière insiste sur le fait qu'ils ont besoin de Parrish (Marie-Jeanne n'ayant pas seulement bénéficié de l'aide d'Henry mais aussi de celle de tous les habitants de son village) et elle part donc pour le retrouver.
- Arden Cho n’apparaît pas dans cet épisode
- Cet épisode marque le retour Crystal Reed.

### Épisode 19:La Bête de Beacon Hills
- États-Unis : 1er mars 2016 sur MTV
- France :
  - 9 mars 2016 sur MTV France (en VOSTFr)
  - 18 mai 2016 sur MTV France[45] (en VF)

- États-Unis : 905 000 téléspectateurs[46] (première diffusion)

Mason est enlevé par les Médecins de l'Horreur. Lydia et le Shérif Stilinski persuadent tous les deux Parrish de rester à Beacon Hills et de lutter contre la Bête. Deucalion révèle qu'il aurait pu s'échapper à tout moment, et conseille Theo sur ce qu'il faut faire pour absorber le pouvoir de la Bête. Theo tue alors Josh et absorbe son pouvoir, lui permettant ainsi de porter le casque afin de discerner l'identité de la bête. Cependant, il ne voit pas Mason, mais quelqu'un d'autre.

### Épisode 20:Apothéose
- États-Unis : 8 mars 2016 sur MTV
- France :
  - 16 mars 2016 sur MTV France (en VOSTFr)
  - 25 mai 2016 sur MTV France (en VF)

- États-Unis : 800 000 téléspectateurs[47] (première diffusion)

Sebastien se lance à la recherche de la canne des Docteurs, que Gérard révèle comme étant la lance que Marie-Jeanne a utilisé pour tuer la première Bête. Il est par ailleurs révélé que l'un des Docteurs était en fait Marcel, le vieil ami de Sebastien. Ce dernier meurt alors après avoir révélé à Sebastien que les Argent détiennent la lance. Theo, blessé par la Bête, tue Tracy et prend son pouvoir. Sebastien se rend au bureau du shérif, menace le shérif dans le but de trouver les Argent et blesse Lydia et Hayden qui se trouvaient là. Deaton révèle qu'une partie de Mason est toujours à l'intérieur de Sebastien, et que Lydia est la clé pour le sauver. 
Alors que Theo tente de prendre le pouvoir de Sebastien, il est rapidement défait et Deucalion se révèle alors être un agent double qui travaille avec Scott depuis le début dans le but d'empêcher Theo de tuer la Bête et par conséquent, Mason. Malia utilise les serres de Belasko amenées par Stiles pour enlever ce qui reste de la puissance de la Louve du Désert afin de la vaincre définitivement. Parrish, Chris, Scott et Liam se battent contre Sebastien mais sont vaincus, jusqu'à ce que Kira revienne et amène Lydia jusqu'à la Bête. Lydia crie le nom de Mason, le séparant de la Bête. Parrish parvient à attraper la Bête et Scott l'empale avec la canne, ce qui la détruit définitivement. Mais Theo, furieux, attaque la meute. Kira parvient alors à utiliser les pouvoirs des Teriantropes et ouvre la terre afin d'appeler la défunte sœur de Theo, qui l'entraîne avec elle sous terre.
- C'est la dernière apparition d'Arden Cho dans la série.
- Crystal Reed apparaît via des flashback de la première à la troisième saison.